# Hermosillo
Hermosilloⓘ – miasto w północno-zachodnim Meksyku, stolica stanu Sonora, nad rzeką Sonora, uchodzącą do Zatoki Kalifornijskiej, przy linii kolejowej i drodze samochodowej Nogales-Guadalajara. Około 689,9 tys. mieszkańców.
W mieście rozwinął się przemysł spożywczy, skórzany, obuwniczy oraz cementowy.

## Miasta partnerskie
- Phoenix, Stany Zjednoczone
- Irvine, Stany Zjednoczone